# Csíkszentmárton
Csíkszentmárton (románul Sânmartin, németül Sankt Martin) falu Romániában Hargita megyében. 1850-től hosszú ideig járási székhely volt.

## Fekvése
Csíkszeredától 15 km-re délkeletre fekszik Csíkcsekefalvával összenőve.

## Története
Orbán Balázs szerint lakói a Szentmártoni-patak völgyfőjéből Pálfalváról költöztek mai helyükre. A falut 1332-ben Zenth Márton néven említik először. 1661-ben a tatárok felégették a falut. Egykori járási székhely, iskolája 1614-től, algimnáziuma 1840-től működik. Híresek voltak Márton napi vásárai. 1910-ben 1034, 1992-ben társközségeivel együtt 4465, túlnyomórészt magyar lakosa volt. A trianoni békeszerződésig Csík vármegye Kászonalcsíki járásához tartozott.
A Botskor család (csíkdelnei és csíkszentmártoni) története 1535-től.

Csíkszentmártonban talált rovásírás

## Látnivalók
- Temploma az 1802-ben lebontott 15. századi gótikus templom helyén épült 1803 és 1817 között barokk stílusban. 1525-ben készült Mária-szobra a legrégibb Csíkban. Tornya 1749-ből való.
- A falu északi végénél áll az 1743-ban egy 15. századi gótikus kápolna helyén épült Úr-kápolna, 1858-ban renoválták.
- A Mária-kápolna 1845-ben épült.
- Református imaháza 1847-ben épült.
- Határában több helyen tör fel jó minőségű borvíz.

## Borvízforrások és népi fürdők
- Csíkszentmárton borvízforrásai és népi fürdői

## Híres emberek
- Itt született 1724-ben Antalfi János erdélyi püspök.
- Itt született 1842-ben Becze Antal Csík vármegye alispánja.
- Itt született 1893. október 11-én Albert István magyar újságíró, novellista.
- Itt született 1930. június 27-én Mátyás József festőművész, grafikus.

## Testvértelepülés
- Kenderes, Magyarország
- Mórahalom, Magyarország
- Kunszentmárton, Magyarország
- Isaszeg, Magyarország

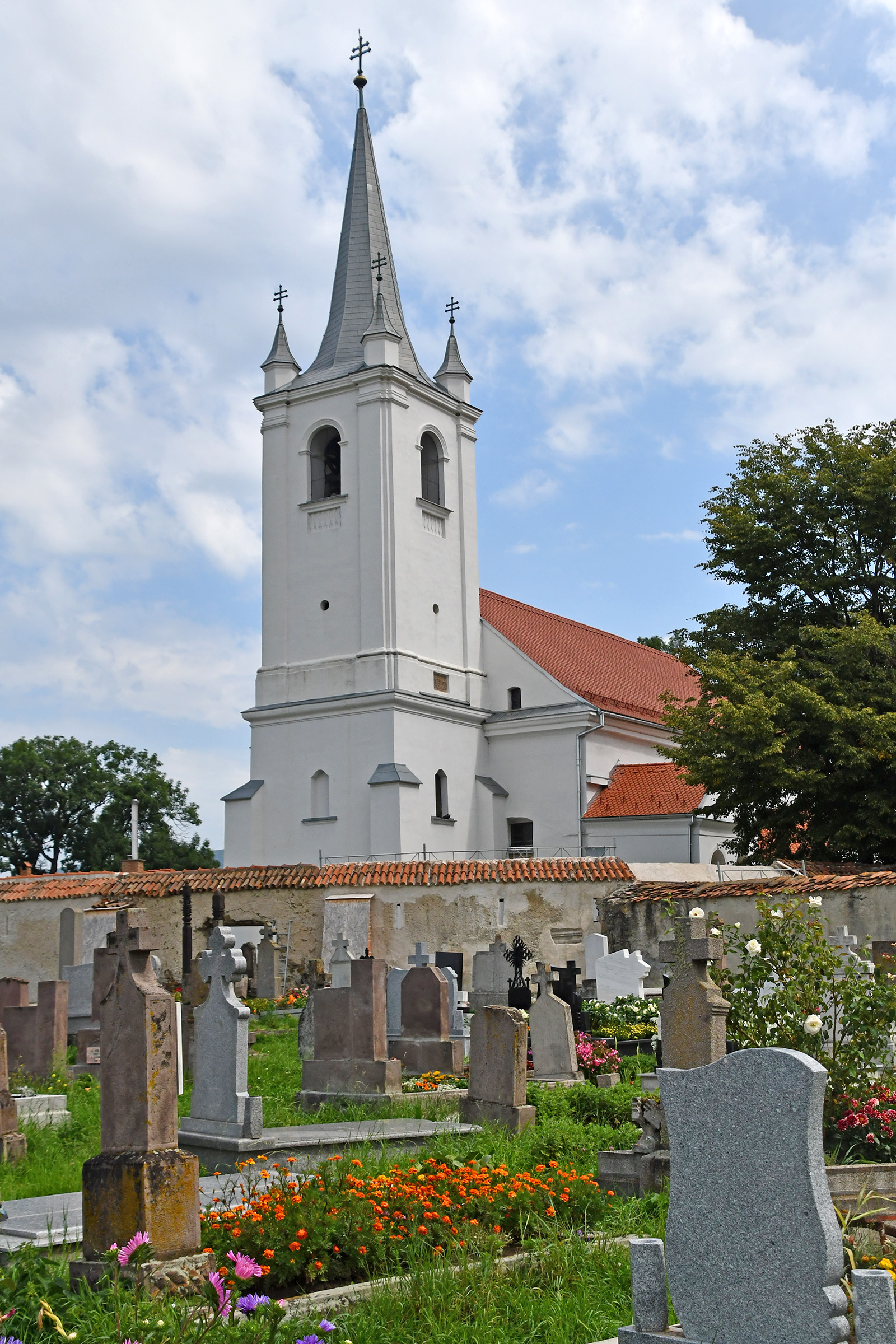
A római katolikus templom
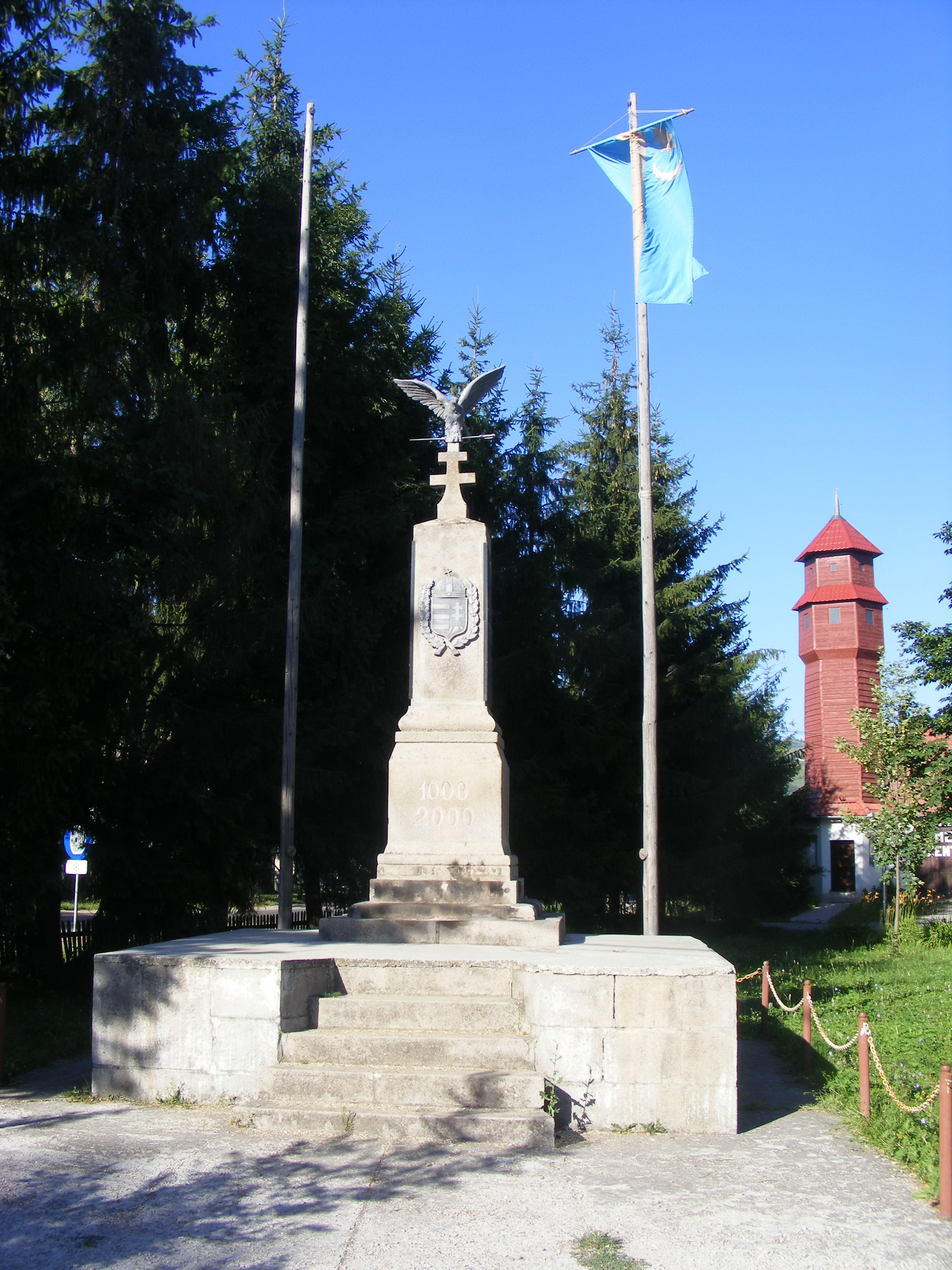
Magyar hősi emlékmű és székely zászló a falu központjában